# Mitsubishi Tredia
Mitsubishi Tredia (яп. 三菱・トレディア) — компактный седан, выпускавшийся компанией Mitsubishi Motors с 1982 по 1990 годы. Наряду с Cordia и Starion, это был один из первых автомобилей, импортируемых и продаваемых в Америке компанией без участия своего партнёра в то время, Chrysler. В Японии седан продавался через сеть Car Plaza.

## Описание
Разработанные для размещения в линейке между существующими моделями Galant и Lancer, модели Cordia и Tredia получили привод на передние колеса и были похожи по дизайну на Mirage. На автомобили также устанавливалась подвеска Макферсон, передние дисковые тормоза, механическая или автоматическая коробкой передач, а также один из трёх двигателей на выбор: 1,4-литровый мощностью 68 л. с. (51 кВт), 1,6-литровый мощностью 74 л. с. (55 кВт) и турбированный вариант объёмом 1,6 литра и мощностью 114 л. с. (85 кВт). Некоторые экспортные рынки также получили карбюраторный двигатель объёмом 2,0 литра и мощностью 110 л. с. (82 кВт).
Автомобили получили умеренный фейслифтинг в 1983 году, в 1984 году стал доступен полный привод. Линейка двигателей была пересмотрена в 1985 году, появились 1,8-литровые двигатели без наддува мощностью 100 л. с. (70 кВт) и с турбонаддувом мощностью 135 л. с. (101 кВт).
Автомобили для рынка США имели несколько иной внешний вид, отличаясь значительно более крупными бамперами и неинтегрированными фарами. Tredia в США был доступен в базовой комплектации, L и LS с 2-литровым двигателем G63B (88 л. с., 66 кВт) и в комплектации Turbo с 1,8-литровым G62B (116 л. с., 87 кВт).
Tredia собирался, наряду с Cordia, в Новой Зеландии. Автомобили импортировались по технологии CKD, и имели около 40 % локализации, включая такие элементы, как стекло, обивка, ковры и радиаторы. Как правило, это были атмосферные, но были и турбированные версии. Все модели изначально оснащались 1,6-литровым атмосферным двигателем, позже он был заменен на 1,8-литровый двигатель. Также четырёхступенчатая механической коробка передач было сменена на пятиступенчатую. Атмосферные модели также были доступны с трёхступенчатой автоматической коробкой передач.

## Галерея

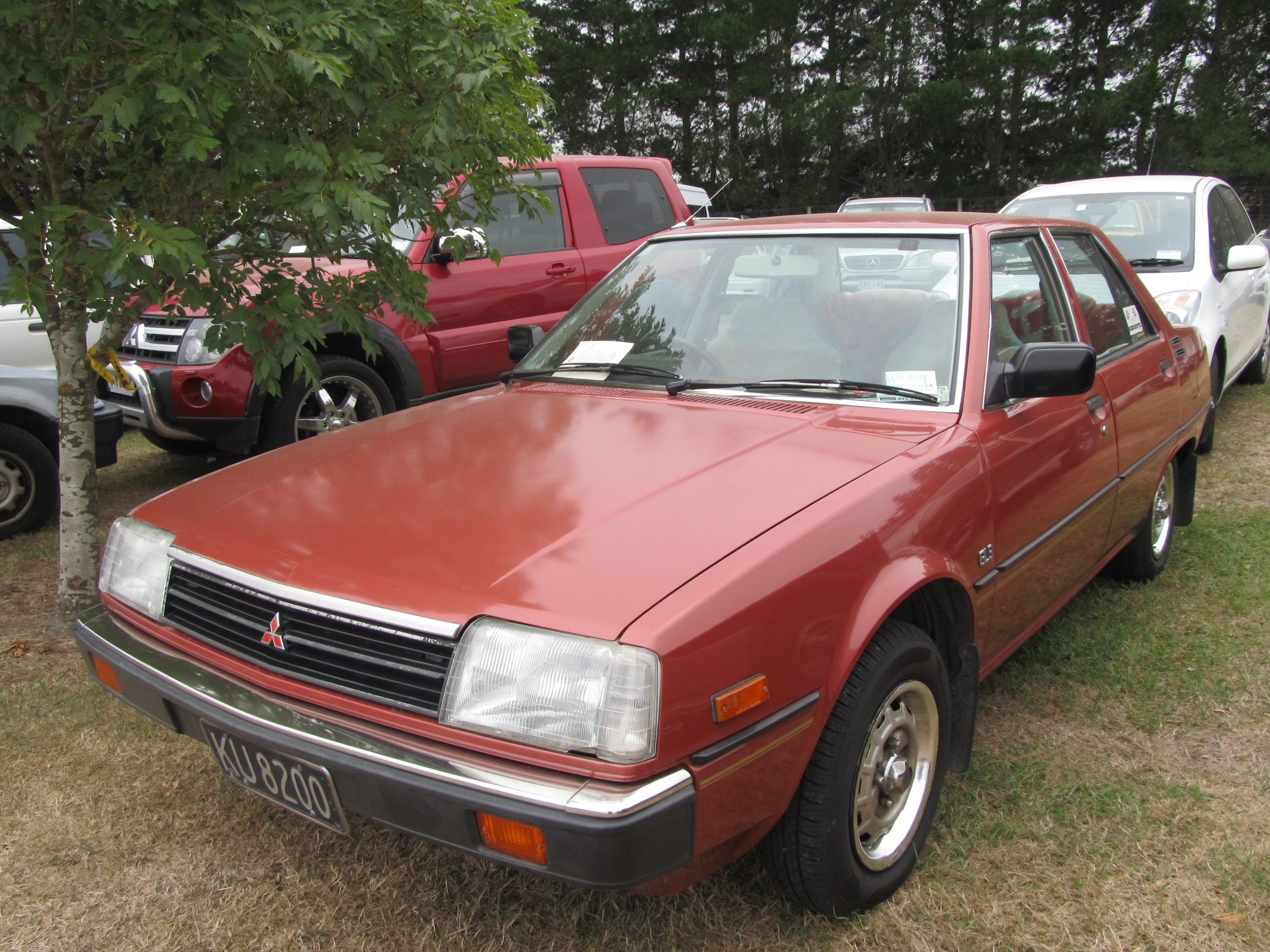
Mitsubishi Tredia, 1982
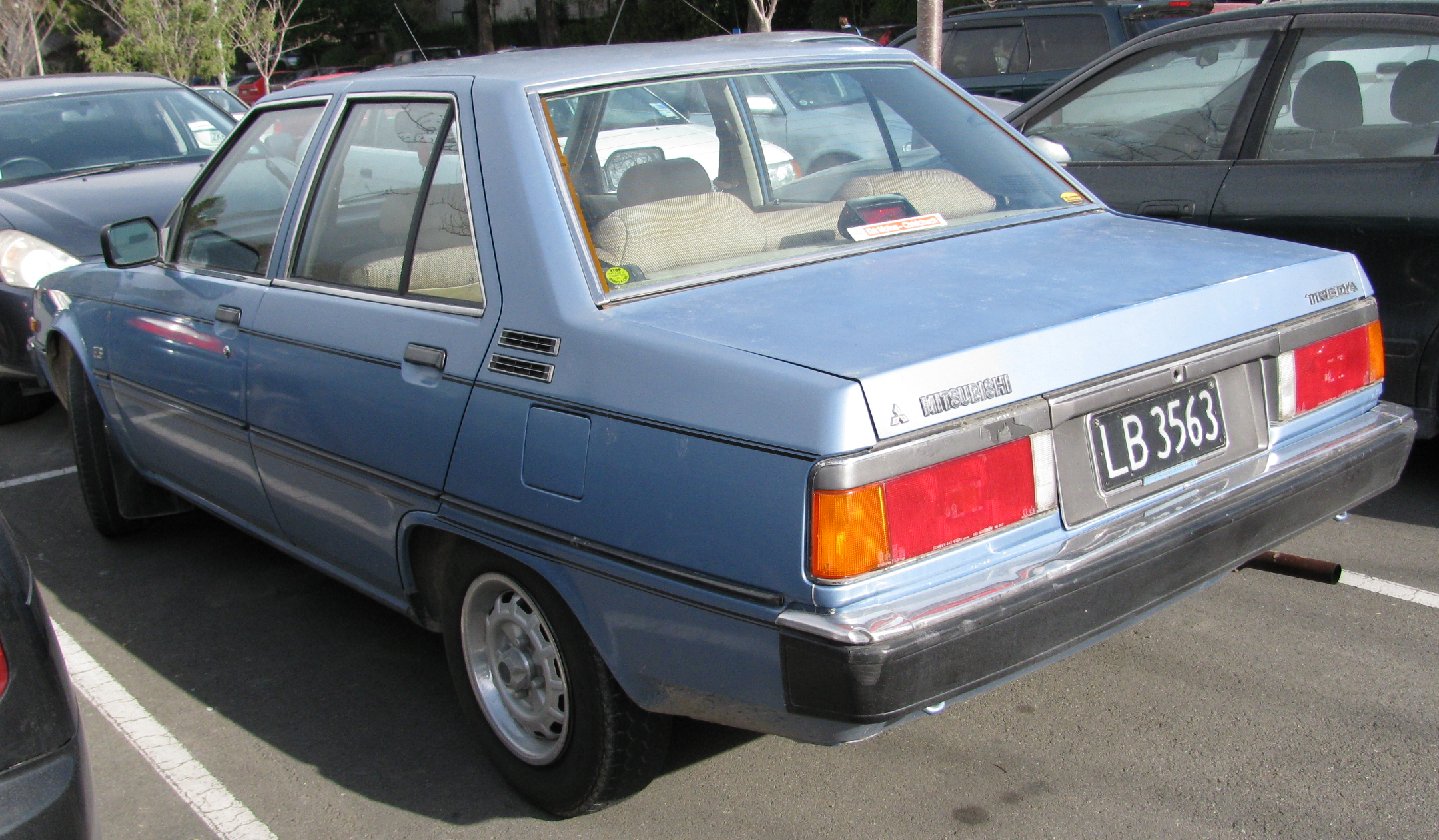
1.6 GLS, вид сзади
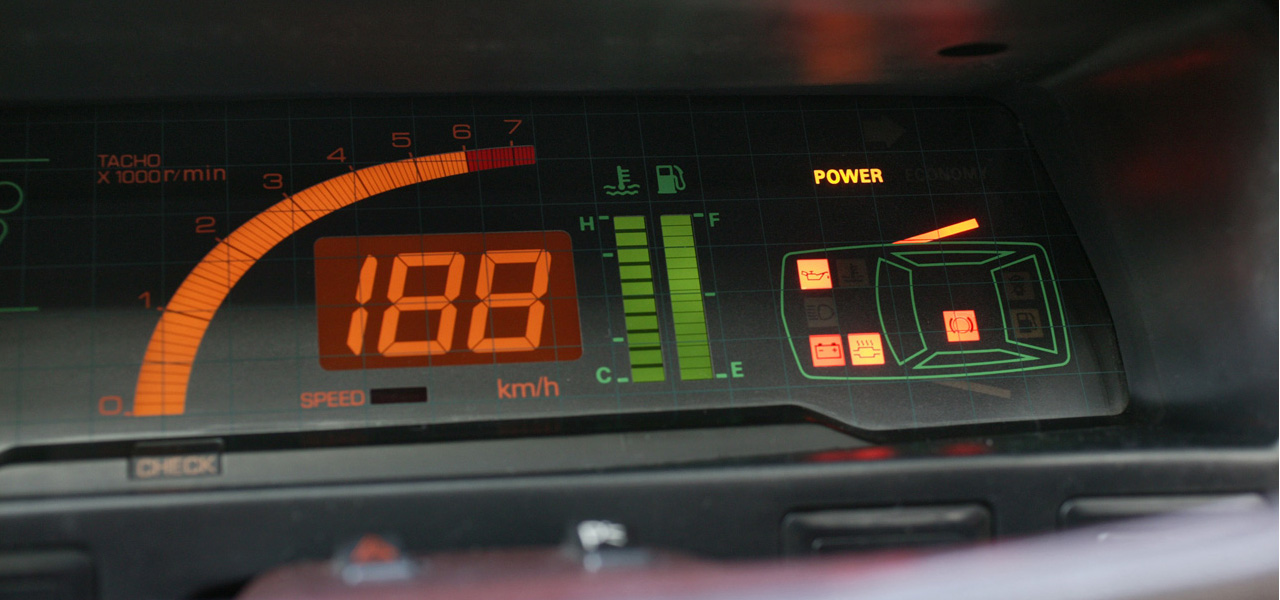
Опциональная цифровая приборная панель, используемая на Tredia и Cordia
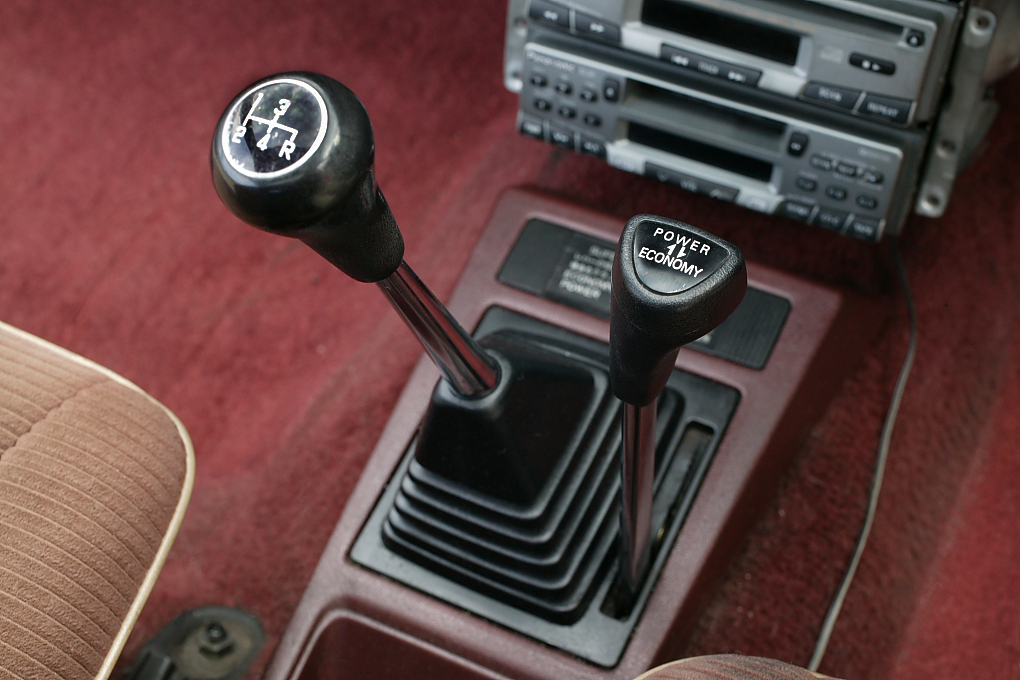
Опциональная 8-ступенчатая механическая коробка передач